# Digimon Frontier
Digimon Frontier (デジモンフロンティア, Dejimon Furontia) is een Japanse animserie, en de vierde serie uit de Digimon-franchise. De serie werd in Japan uitgezonden in 2002 door Fuji TV. De serie telt 50 afleveringen.
De serie staat geheel los van de drie voorgaande series.

## Verhaal
Lang geleden woedde er in de Digi-World een oorlog tussen menselijke digimon en dierlijke digimon. De digimon Lucemon bracht vrede, maar deed dit door de macht in de digi-world over te nemen en als een tiran te regeren. Tien krijgers, elk afkomstig van een van de 10 delen van Digi-World en elk met de kracht van een element, versloegen samen Lucemon. Nadien maakten deze 10 krijgers elk twee artefacten die hun krachten bevatten; een menselijke Spirit en een dierlijke Spirit. De macht in de digi-world werd overgedragen aan drie goddelijke digimon: Cherubimon, Ophanimon: en Seraphimon.
Cherubimon komt echter onder invloed van Lucemon, die niet geheel verslagen is, en wordt corrupt. Hij probeert zelf de macht in de digi-world te grijpen door zijn krijgers hele stukken ervan te laten vernietigen en hun data aan hem te geven. Ook maakt hij andere digimon slecht. Om hem te stoppen, roepen de andere twee goden via Trailmon een groot aantal kinderen naar digi-world. Bij aanvang van de serie is te zien hoe vijf kinderen; Takuya, Koji, J.P. , Zoe en Tommy, allemaal een vreemd sms'je krijgen, dat hen aanspoort naar het station te gaan, alwaar een trailmon op hen wacht. Deze brengt hen naar de digi-world. De bedoeling is dat de kinderen de artifacts van de 10 krijgers vinden, en hiermee zelf in de 10 krijgers veranderen om Cherubimon te stoppen. Zij worden de DigiDestined.
De vijf protagonisten slagen erin elk twee bij elkaar horende artifacts te bemachtigen, maar de overige artifacts worden door Cherubimon veranderd in zijn eigen kwaadaardige krijgers. De eerste helft van de serie draait om de strijd met Cherubimon en zijn krijgers. De DigiDestined kunnen in de meeste gevallen de data van het vernietigde land terug veroveren en zo het land herstellen. Een van Cherubimons krijgers, Duskmon, blijkt later zelf ook een DigiDestined te zijn: Kouichi Kimura, de tweelingbroer van Koji, die onder invloed is geraakt van het kwaad. De DigiDestined slagen erin om hem te bevrijden, waarna hij zich ook bij hen aansluit. Met z’n allen verslaan ze de overige krijgers en Cherubimon.
In de tweede helft van de serie probeert Lucemon te ontsnappen uit zijn gevangenis door zijn handlangers, de Royal Knights, meer data te laten verzamelen. In de climax van de serie komt Lucemon inderdaad weer tot leven. In een laatste gevecht combineren de digidestined al hun artifacts tot een digimon; Susanoomon. Deze slaagt erin om Lucemon definitief te verslaan.

## Achtergrond
Digimon Frontier heeft een heel andere opzet dan de vorige series. Daar waarin de vorige series de DigiDestined allemaal een digimonpartner hadden, veranderen ze in deze serie zelf in digimon. Er reizen gedurende de serie wel twee digimon met hen mee, maar deze kunnen niet digivolven of voor de digidestined vechten.
De digimon waarin de DigiDestined zich veranderen, hebben andere niveaus dan de doorsneeniveaus uit de vorige serie (rookie, champion, ultimate enz). In plaats daarvan zijn hun niveaus:
- Human (transformatie met een menselijke spirit)
- Beast (transformatie met een dierlijke spirit)
- Fusion (transformatie met beide spirits van hetzelfde element)
- Unified (transformatie met meerdere spirits van verschillende elementen)

De serie heeft voor de distributie buiten Japan wat wijzigingen ondergaan, maar niet zoveel als voorgaande digimonseries. Onder andere enkele transformatiescènes van mens naar digimon zijn bewerkt om enkele naaktstukken eruit te censureren.

## Personages

### DigiDestined
| Naam           | Element    | Menselijke digimon | Dierlijke digimon | Overige digimon            |
| -------------- | ---------- | ------------------ | ----------------- | -------------------------- |
| Takuya Kanbara | Vuur       | Agunimon           | BurningGreymon    | Aldamon EmperorGreymon     |
| Koji Minamoto  | licht      | Lobomon            | KendoGarurumon    | Beowolfmon MagnaGarurumon. |
| J.P. Shibayama | Bliksem    | Beetlemon          | MetalKabuterimon  |                            |
| Zoe Orimoto    | Wind       | Kazemon            | Zephyrmon         |                            |
| Tommy Himi     | IJs        | Kumamon            | Korikakumon       |                            |
| Koichi Kimura  | Duisternis | Löwemon            | JägerLöwemon      |                            |

### Andere legendarische krijgers
| Element    | Menselijke digimon | Dierlijke digimon |
| ---------- | ------------------ | ----------------- |
| Aarde      | Grumblemon         | Gigasmon          |
| Hout       | Arbormon           | Petaldramon       |
| Water      | Ranamon            | Calmaramon        |
| Metaal     | Mercurymon         | Sakkakumon        |
| Duisternis | Duskmon            | Velgemon          |

### Andere digimon
De Celestial Digimon: de drie digimongoden die over de Digi-World regeren. Cherubimon is een van hen.
BokomonEen van de twee digimon die de digi-destined vergezellen op hun tocht. Hij is erg wijs en heeft altijd een boek bij zich.
NeemonEen van de twee digimon die de digi-destined vergezellen op hun tocht.
Lucemonde primaire antagonist van de serie.
Royal KnightsLucemons dienaren.

## Film
Er is een film gemaakt naar aanleiding van de serie: “Island of the Lost Digimon”. Hierin belanden de digi-destined op een zwevend eiland waar de oorlog tussen menselijke en dierlijke digimon nog altijd niet voorbij is. Een digimon genaamd Murmuxmon blijkt hier verantwoordelijk voor te zijn.